# Bankstown
Bankstown es un suburbio de Sídney, Australia situado 20km al suroeste del Centro de Sídney en la Comuna de Bankstown. Bankstown tiene un Aeropuerto que es el segundo más grande de Sídney. Es un suburbio de 23,509 habitantes.